# Bauch Beine Po
Bauch Beine Po ist ein Lied der deutschen Rapperin und Sängerin Shirin David, das im Juli 2024 erschien.

## Entstehung und Veröffentlichung
Geschrieben wurde das Lied von der Interpretin Shirin David (Barbara Davidavicius) selbst, gemeinsam mit Giuseppe di Agosta (Timey), Lars Hammerstein (Laas Unltd.), Sergen Horoz, Bojan Ivetic (Bozza) sowie dem Produzentenduo The Cratez (bestehend aus David Kraft und Tim Wilke). Letztere zeichneten zudem auch für die Produktion verantwortlich.
Bereits am 4. Juli 2024 trat David mit dem Lied auf dem Hip-Hop-Festival splash! auf; die Singleveröffentlichung kündigte sie zehn Tage später via Instagram an. Diese erschien schließlich am 25. Juli 2024 bei Juicy Money Records als digitaler Einzeltrack zum Download und Streaming. Am 14. Februar 2025 erschien das Lied als Teil von Davids dritten Studioalbum Schlau aber blond (Katalognummer: 0602475351788), dessen erste Singleauskopplung es ist.
Einige Tage vor Singleveröffentlichung konnten ihre Fans Merchandise-Artikel, in Form von zwei exklusiven T-Shirts mit einem zur Single passendem Aufdruck, zusammen mit einer Single-CD käuflich erwerben. Unter allen Käufern wurden, in Zusammenarbeit mit der Fitnessstudio-Kette John Reed, 50 Plätze für einen Bauch-Beine-Po-Training verlost, welches die Teilnehmer als Gruppe gemeinsam mit David persönlich zusammen wahrnehmen konnten.

## Inhalt
Bauch Beine Po ist ein Raptitel, dessen Beat starke House-Elemente aufweist und in A-Moll auf 124 Schläge pro Minute geschrieben wurde.
Der Text ist an das titelgebende Sportprogramm „Bauch Beine Po“ angelehnt, welches sich in verschiedenen Textstellen auch wörtlich wiederfindet. Textstellen wie Auf und ab, wir laufen im Takt; Du willst ein’n Body? (Ja) – Dann musst du pushen (uh) oder Geh’ ins Gymmie, werde skinny unterstreichen dies außerdem. Ansonsten parodiert David im Text weiterhin auch das Stereotyp der wohlhabenden Frau mit Lines wie Iced Matcha Latte, zu spät beim Pilates – Küsschen links (mwuah), Küsschen rechts (mwuah) oder Ich steige in den Rangie mit Carmen, Tina und Angie – Zum Frühstück ein’n Champagnie bei Bottegie Venetie.

## Musikvideo
Das Musikvideo zu Bauch Beine Po feiere seine Premiere am Tag der Singleveröffentlichung auf der Videoplattform YouTube. Es entstand unter der Regie von Julia & Vincent und zeigt David sowie einige Tänzerinnen in verschiedenen Szenen. Es ist recht schlicht gehalten und die Choreografie ist an klassische Workout-Videos angelehnt. Zum Ende gibt es außerdem eine Regenszene, aufgrund derer sie und die Tänzerinnen nass werden. Bis August 2025 zählte das Video über 28 Millionen Aufrufe auf YouTube.

## Rezeption
Während viele Fans das Stück mochten und es unter anderem als „perfekten Workout-Song‘“ bezeichneten, wurde David häufig Antifeminismus und Bodyshaming vorgeworfen. Die Linken-Politikerin Caren Lay parodierte das Lied feministisch.
Die Gfk Entertainment kürte Bauch Beine Po zum Sommerhit des Jahres 2024.

## Kommerzieller Erfolg
Auf der Streaming-Plattform Spotify verzeichnete das Lied bis August 2025 mehr als 103 Millionen Aufrufe.

### Chartplatzierungen
Bauch Beine Po platzierte sich an der Chartspitze in den deutschen Singlecharts. Für David wurde es in Deutschland zum siebten Nummer-eins-Hit als Interpretin sowie zum sechsten als Autorin. Sie ist als Interpretin die erste Solokünstlerin in der Geschichte, der es gelang, sieben Nummer-eins-Singles in Deutschland zu landen. Das Autoren- und Produzentenduo The Cratez landete ihren 20. Nummer-eins-Hit in Deutschland, Laas Unltd. gelang nach Ich darf das (Mai 2021), Lieben wir (Juli 2021) und Be a Hoe/Break a Hoe (November 2021) seinen vierten und Bozza nach 90-60-111 (Mai 2020) seinen zweiten. Die Single hielt sich außerdem insgesamt sechs Wochen durchgehend auf dem ersten Rang. Darüber hinaus belegte das Lied auch die Chartspitze der deutschen deutschsprachigen Singlecharts, womit es zum achten Nummer-eins-Hit Davids in dieser Chartauswertung avancierte, Rang 25 der New Entry Airplaycharts sowie Rang 44 der Airplaycharts.
Bauch Beine Po platzierte sich außerdem ebenfalls in Österreich an der Chartspitze, während es in der Schweiz den dritten Platz erreichte. Für David ist es nach 90-60-111 (Mai 2020) die zweite Nummer-eins-Single in Österreich und für das Produzenten-Duo The Cratez bereits die 31. Nummer-eins-Platzierung.
| ChartsChartplatzierungen | Höchstplatzierung | Wochen |
| ------------------------ | ----------------- | ------ |
| Deutschland (GfK)        | 1 (40 Wo.)        | 40     |
| Österreich (Ö3)          | 1 (32 Wo.)        | 32     |
| Schweiz (IFPI)           | 3 (17 Wo.)        | 17     |

| ChartsJahrescharts (2024) | Platzierung |
| ------------------------- | ----------- |
| Deutschland (GfK)         | 15          |
| Österreich (Ö3)           | 23          |
| Schweiz (IFPI)            | 70          |

### Auszeichnungen für Musikverkäufe
| Land/Region        | Auszeichnungen für Musikverkäufe (Land/Region, Auszeichnung, Verkäufe) | Verkäufe |
| ------------------ | ---------------------------------------------------------------------- | -------- |
| Deutschland (BVMI) | Gold                                                                   | 300.000  |
| Österreich (IFPI)  | Platin                                                                 | 30.000   |
| Insgesamt          | 1× Gold · 1× Platin ·                                                  | 330.000  |